# Scott Cone
Scott Cone är en kulle i Antarktis. Den ligger i Östantarktis. Nya Zeeland gör anspråk på området. Toppen på Scott Cone är 30 meter över havet.
Terrängen runt Scott Cone är huvudsakligen platt, men norrut är den kuperad. Havet är nära Scott Cone söderut. Trakten är obefolkad. Det finns inga samhällen i närheten.